# ТЕС Цафіт
ТЕС Цафіт – теплова електростанція у центральній частині Ізраїлю, за три десятки кілометрів на південь від Тель-Авіву. Частково використовує технологію комбінованого парогазового циклу.
У 1990 році на майданчику станції ввели в експлуатацію дві встановлені на роботу у відкритому циклі газові турбіни потужністю по 110 МВт. Як паливо вони використовували нафтопродукти, а видалення відхідних газів відбувалось за допомогою димарів висотою по 25 метрів.
В 2006-му стала до ладу ще одна газова турбіна потужністю 235 МВт. В 2012-му її доповнили котлом-утилізатором та однією паровою турбіною, створивши таким чином парогазовий блок потужністю 370 МВт.
Як паливо станція спершу використовувала нафту, проте у 2006-му перейшла на природний газ, котрий подається через Центральний газопровід.
Власником станції є державна Israel Electric Corporation. При цьому у 2015-му біч-о-біч з нею запрацювала ТЕС Далія, котра належить компанії Dalia.